# Noksi
Noksi (eng. Nox) su izmišljena vrsta iz američke znanstveno fantastične serije Zvjezdana vrata SG-1. Oni su jedna od četiri rase drevnog saveza. Unatoč izgledu jedna su od najnaprednijih civilizacija u galaksiji pored Asgarda i Drevnih. Veoma su miroljubivi i žive u skladu s prirodom. Posjeduju različite moći kao što je sposobnost iscjelijenja ili oživljavanja kao i sposobnost da ljude i stvari učine nevidljivima. Iako posjeduju naprednu tehnologiju i brodove nikada ne koriste nasilje. Imaju sposobnost jako brzog učenja i svladavanja novih znanja.